# ノコ・ジーンズ
ノコ・ジーンズ（英語：Noko Jeans）は、スウェーデンの若い起業家達が設立した北朝鮮製ジーンズのメーカーである。ヤコブ・オールソンとジェイコブ・アストロムらが共同で設立。オンライン通販がメイン。価格は1本1500クローナ（日本円にして約2万円）。2009年12月にストックホルムのデパートで店頭販売する予定だったが、デパート側が政治闘争に巻き込まれたくないとの理由で販売中止を表明した。